# Futebol Clube Cascavel
El Futebol Clube Cascavel es un equipo de fútbol de Brasil que juega en el Campeonato Paranaense, la primera división del estado de Paraná; y en el Campeonato Brasileño de Serie D, la cuarta división nacional.

## Historia
Fue fundado el 16 de enero de 2008 en la ciudad de Cascavel del estado de Paraná por el campeón del mundo en Corea y Japón 2002 Juliano Belletti, quien nació en la ciudad y formó el centro de entrenamiento Belletti Sports. Al año siguiente el club debuta en la tercera división estatal.
Al año siguiente logra el ascenso a la segunda división estatal como segundo lugar, pero por un desacuerdo entre directivos con la federación estatal y la prefectura local provocaron que el club abandonara la segunda división estatal. Como consecuencia el centro de entrenamiento fue vendido al exdiputado Joni Varisco y sus equipos menores desaparecieron.
En 2013 el club regresa a la actividad, consiguiendo dos ascensos consecutivos que llevaron al club a jugar en el Campeonato Paranaense en 2015 por primera vez en su historia.
El 2019 el club avanzó hasta las semifinales estatales, con lo que logra la clasificación al Campeonato Brasileño de Serie D para el año 2020, la que será su primera participación en una competición a escala nacional.
En 2020 vuelve a llegar hasta las semifinales estatales, volviendo a clasificar al Campeonato Brasileño de Serie D de 2021, ya que no pudo lograr el cometido de ascender, ya que fue eliminado en la segunda ronda ante el Novorizontino.
En la edición 2021 del Campeonato Brasileño de Serie D, vuelve a quedar eliminado en la segunda ronda, esta vez ante el Cianorte. En cambio en el Campeonato Paranaense logra su mejor actuación, llegando hasta la final ante el Londrina, pero quedando cerca de una hazaña debido a que perdió en penales por 6 a 5, cabe resaltar que durante todo el torneo no logró perder ningún partido tras 17 jugados.

## Rivalidades
Su principal rival es el Cascavel Clube Recreativo con quien juega el llamado Clásico de las Serpientes o también se le conoce como el Clásico del Veneno.

## Palmarés
- Campeonato Paranaense Serie B: 1

2014
- Campeonato Paranaense Serie C: 1

2013

## Jugadores

### Jugadores destacados
- Fábio Giuntini
- Leandro Antonio da Silva